# 蔡世彦
蔡世彦（1941年12月—2015年8月16日），男，汉族，籍貫台湾嘉义，中华人民共和国政治人物，中华全国台湾同胞联谊会原副会长，天津市政协原副主席，第八、九、十届全国人大代表。